# Црни лабуд
Црни лабуд (лат. Cygnus atratus) је велика водена птица која је углавном распрострањена у подручју југоисточне и југозападне Аустралије.
Раније су црни лабудови сврставани у монотипски род Chenopis.
Могу живети у групама од више стотина или чак хиљада јединки.

## Опис
Црни лабудови углавном имају црно перје, са линијама белих контурних пера на крајевима крила, која се некад могу приметити када птице мирују. Кљун је јарко црвен, са тамним рубом и врхом. Ноге и стопала су сиво-црна. Мужјаци су незнатно већи од женки. Младунчад су сиво-смеђа са перјем тамнијих рубова.
Одрасли црни лабуд може нарасти од 1,1 до 1,4 метра, а може бити тежак 6-9 kg. Распон крила у лету може износити од 1,6 до 2 метра.